# De Grote Donorshow
De Grote Donorshow (El Gran Show del Donante o El Gran Donante) fue un reality show transmitido en Holanda el día viernes, 1º de junio de 2007 por el canal BNN. El programa consistía en que una mujer de 37 años, paciente de un tumor cerebral terminal, donaría un riñón a uno de tres candidatos en espera de trasplante de riñón, basándose en la situación de vida de estos candidatos (situación familiar, historia personal, etc.) Los espectadores podían mandar mensajes de texto opinando sobre quien creían que merecía el trasplante; la ganancia resultante del envío de estos mensajes estaba destinada a la Fundación Renal Holandesa.
El programa había recibido severas críticas tanto a nivel nacional como internacional, levantando polémica sobre los límites éticos de los medios de comunicación. Sin embargo, sobre el final del programa se reveló que la mujer enferma de tumor cerebral era realmente una actriz y que todo el programa era un montaje realizado con la intención de concienciar a la población para incrementar la cantidad de donaciones de órganos.
Los tres candidatos eran pacientes reales en espera de trasplante de riñón y participaron del programa con la intención de fomentar la donación de órganos en Holanda. El programa fue una producción de Endemol, la empresa creadora de Gran Hermano.